# Gabrielle Solis
Gabrielle Solis is een personage uit de Amerikaanse televisieserie Desperate Housewives, gespeeld door Eva Longoria.
Gabrielle (geboortenaam: Marquez) is een voormalig model, getrouwd met Carlos Solis . Carlos is een hard werkende man, die veel geld verdient (om vervolgens door Gabrielle uitgegeven te worden). Ze is zeer materialistisch ingesteld en eist veel aandacht en luxe van alle mannen in haar leven.

## Verhaallijn
Gabrielle is een mooi, verleidelijk ex-model dat zeer materialistisch is en gesteld is op haar luxe leventje. Haar echtgenoot Carlos Solis (Ricardo Antonio Chavira) werkt hard voor hun geld en Gabrielle voelt zich alleen gelaten. Ze is echter niet gelukkig met deze overeenkomst: ze mist affectie en vindt deze bij John Rowland, haar minderjarige tuinman. Als Carlos onraad begint te ruiken, schakelt hij zijn moeder Juanita in. Zij betrapt Gaby en John, maar het verraad komt niet uit, omdat Juanita overreden wordt door Andrew Van de Kamp. Carlos wordt ondertussen ook gearresteerd: hij heeft minderjarigen in het buitenland laten werken. Als John vervolgens bekent dat hij met Gabrielle vreemdging, gaat hij door het lint.
Ze probeert de brokken met Carlos te lijmen: ze heeft hem bedrogen met John (de tuinman) en ze is zwanger. Carlos wil een vaderschapstest en excuses van Gabrielle: de zwangerschapstest vervalst ze en nadat ze John met een andere oudere vrouw betrapt, biedt ze Carlos haar excuses aan. De baby moet ze ook afstaan: Caleb Applewhite jaagt haar zoveel angst aan dat ze van de trap valt.
Carlos komt vrij snel hierna vrij, en dit dankzij Zuster Mary (door Gabrielle omschreven als 'Hot Nun'). Gabrielle is vreselijk jaloers op Zuster Mary en het komt tot een hilarisch gevecht in een kerk. Zuster Mary verdwijnt hierna van het toneel. Gabrielle's zwangerschap is ook niet van lange duur: ze wordt door Caleb Applewhite van de trap geduwd en verliest haar baby. Carlos en Gaby proberen opnieuw zwanger te geraken, maar dit lukt niet meer. Nadat ze eerst via het illegale circuit een baby proberen te kopen, gaan ze het proberen via draagmoederschap van hun werkster, Xiao Mei - een illegale Chinese immigrante. Xiao Mei en Carlos beginnen echter een relatie waar Gabrielle al snel achter komt: ze gooit Carlos buiten en vraagt de scheiding aan.
De baby blijkt geen succes: hun foetus is verwisseld met de foetus van een Afro-Amerikaans koppel. Deze foetus heeft het echter niet gehaald waardoor ze alsnog kinderloos achterblijven.
Als de scheiding van Gabrielle en Carlos eenmaal rond is en de goederen verdeeld zijn (zij het huis, hij de inboedel), moet Gabrielle beginnen te werken. Ze gaat werken bij haar homoseksuele vriend Vern, die kinderen leert lopen op de catwalk als model. Gabrielle krijgt een relatie met een van de vaders, maar merkt al snel dat ze een geheime aanbidder heeft. Dit blijkt niemand minder dan Zach Young te zijn, ondertussen multimiljardair (dankzij de erfenis van zijn grootvader). Ze wil hem enkel als vriend, maar Zach wil duidelijk meer: hij pest al haar aanbidders weg. Hij probeert haar zelfs te doen geloven dat ze samen hebben geslapen. Als Gabrielle hem met zijn leugen confronteert, vertelt hij haar dat hij volledig gek is van haar en vraagt haar ten huwelijk tijdens het openingsfeest van Scavo Pizza. Gabrielle wijst hem dan resoluut de deur. Niet lang daarna leert ze Victor Lang kennen: een kandidaat voor het burgemeesterschap van Fairview. Hij maakt haar volledig het hof, en vraagt haar ten huwelijk. Ze stemt toe, en begint aan de voorbereidingen van haar huwelijk; of beter, ze pikt het geannuleerde huwelijk van Susan gewoon in: de bloemen, de catering, ... Op haar huwelijksfeest komt ze echter te weten dat Victor enkel met haar getrouwd is voor zijn imago: haar latino uiterlijk brengt stemmen uit die hoek. Ze loopt wat radeloos rond, en komt terecht bij Carlos, die net Edie gedumpt heeft: op haar huwelijksfeest bedriegt ze Victor met Carlos.Ze besluiten om er samen vandoor te gaan maar Edie gooit roet in het eten, door zogezegd zelfmoord te plegen zodat Carlos bij haar zou blijven. Carlos en Gabrielle beginnen een affaire maar willen het eindigen omdat het niet goed aanvoelt tegenover Edie en Victor, desondanks komt Victor te weten dat ze een affaire te hebben en neemt Gabrielle mee op boottrip om daar met haar te praten. Nadat Carlos haar belt om haar te zeggen dat Victor het is te weten gekomen van hun affaire (Edie had een privé-detective ingehuurd en heeft foto's van hen)en Gabrielle denkt dat Victor haar op de boot heeft genomen om haar te vermoorden. Ze slaat hem overboord en gaat terug naar de haven. Daar ontmoet ze Carlos en samen gaan ze op zoek naar Victor die nog altijd in de oceaan is. Ze vinden hem nog maar het komt tot een confrontatie tussen hem en Carlos en probeert hem neer te steken, Gabrielle slaat hem echter nog eens de oceaan in maar nu is hij spoorloos verdwenen.  Carlos en Gabrielle denken dat ze hem hebben vermoord en spreken af om elkaar een tijdje niet meer te zien. Echter, Victor duikt weer op en belandt in het ziekenhuis waar hij Gabrielle vertelt dat hij zich nog alles herinnert over de affaire en het voorval op de boot. Gabrielle en Carlos willen ervandoor gaan maar als er een tornado in Wisteria Lane is, komt het tot een gevecht tussen Carlos en Victor maar Victor krijgt een spaak van een hek door zijn rug en sterft ter plaatse, Carlos krijgt een steen tegen zijn ogen en verliest zijn zicht. Desondanks kiezen Gabrielle en Carlos om voor altijd bij elkaar te blijven, met zijn blindheid. 5 jaar later hebben ze twee dochters, Juanita & Celia.